# Cyrtonus dufouri
Cyrtonus dufouri é uma espécie de artrópode pertencente à família Chrysomelidae.